# 押部谷駅
押部谷駅（おしべだにえき）は、兵庫県神戸市西区押部谷町福住字岡本にある、神戸電鉄粟生線の駅。駅番号はKB47。

## 歴史
- 1936年（昭和11年）12月28日：三木電気鉄道が鈴蘭台 – 広野ゴルフ場前間で開業した際に設置[1]。
- 1947年（昭和22年）1月9日：神戸有馬電気鉄道により合併され、神有三木電気鉄道（のちに神戸電気鉄道を経て神戸電鉄）の駅となる。
- 1980年（昭和55年）4月：駅舎改築[1]。

## 駅構造
単式・島式の複合型2面3線のホームを持つ地平駅。鈴蘭台方複線・粟生方単線の行違い駅で、ホーム有効長は5両。駅舎は1番線側粟生寄りにあり、島式の2・3番線へは構内踏切で連絡している。
沿線光ネットワークに接続された駅務遠隔システムが導入されており、センター駅から自動券売機、自動改札機、自動精算機、TVカメラ、インターホン、シャッターが遠隔操作される。そのため駅員巡回駅となっており、構内売店等も設けられていないが、駅西方の酒屋で割引乗車券等を委託販売している。
押部谷駅より粟生駅までは単線ですべての列車が各駅に停車する。

### のりば
| ホーム | 路線   | 方向 | 行先       |
| ------ | ------ | ---- | ---------- |
| 1      | 粟生線 | 下り | 粟生方面   |
| 2      | 粟生線 | 上り | 新開地方面 |
| 3      | 粟生線 | 上り | 新開地方面 |

付記事項
- 2番線は両方向の入線及び発車に対応。また、1番線は粟生方からの入線にも対応している。但し2番線から発車する定期列車は設定がない。また、2番線の粟生方にはホームにもミラーは設置されていない。
- かつては、安全側線の少し先に4両編成の留置が可能な留置線1線も存在したが、現在は撤去されている。

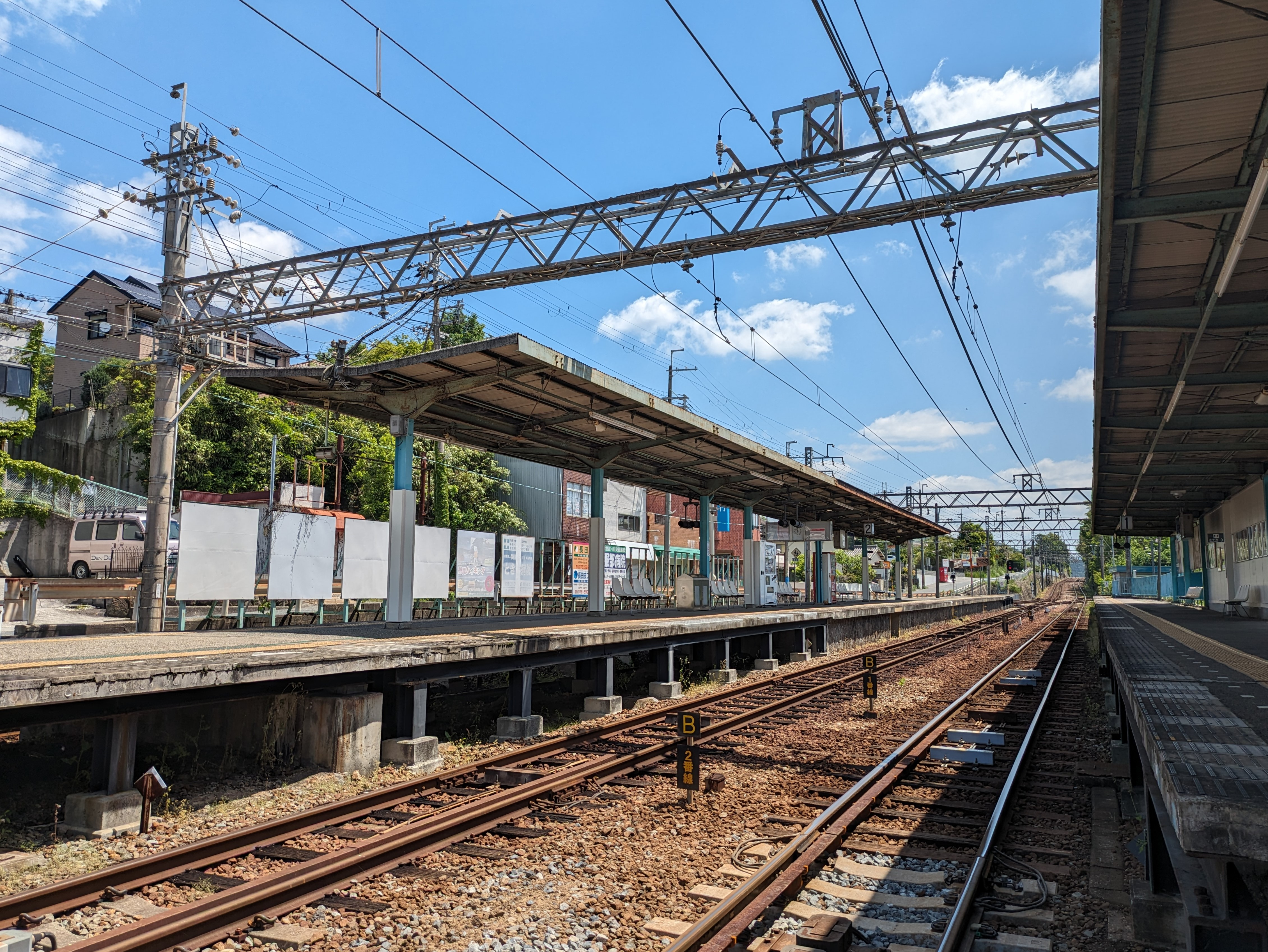
ホーム（2024年5月）
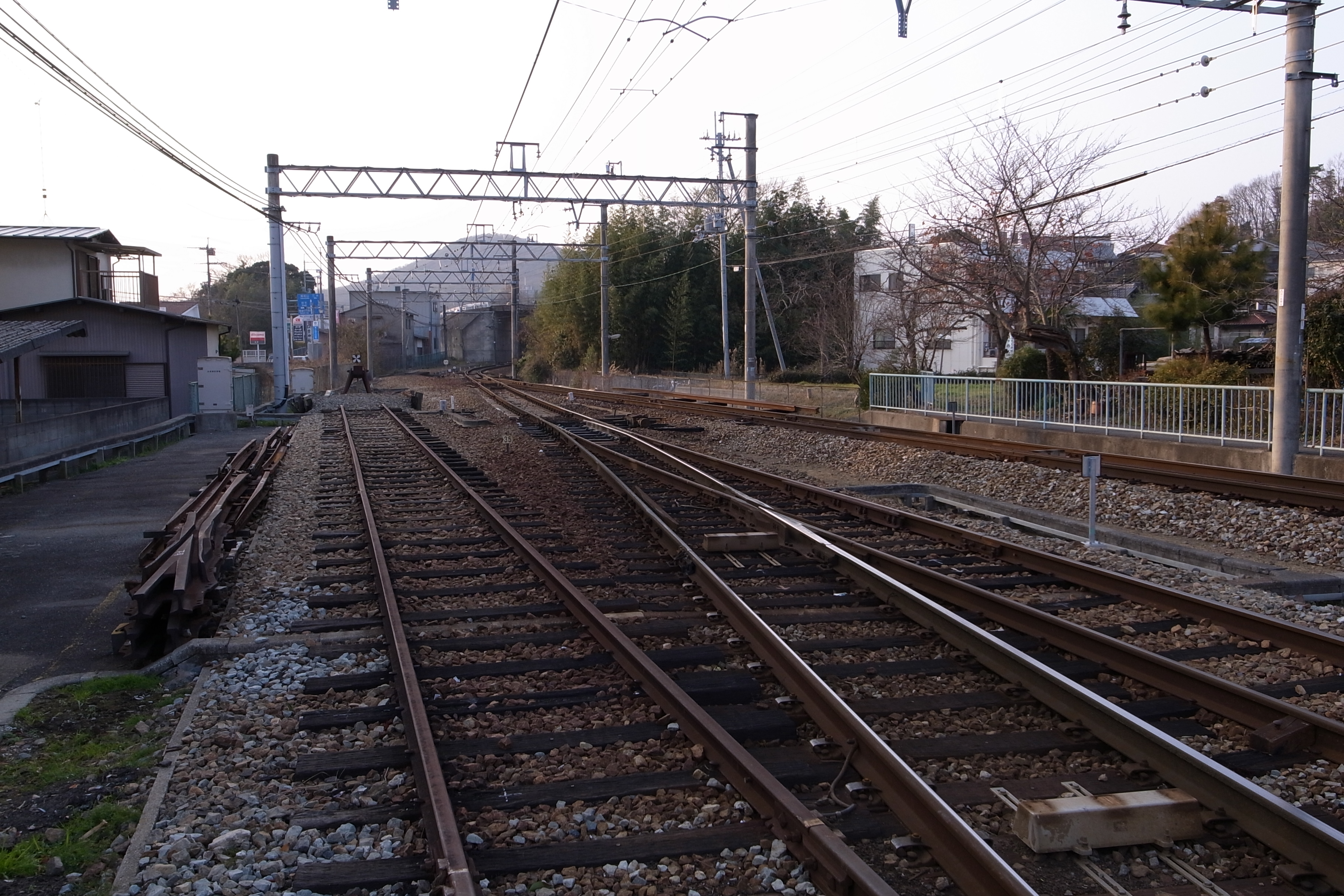
当駅より粟生方面はすべて単線区間となる。駅ホーム西側より（2010年1月）

## 利用状況
1日あたりの乗車人員 516人（2022年度）
近年の1日平均乗車人員は下表のとおりである。
| 年度               | 1日平均 乗車人員 |
| ------------------ | ---------------- |
| 2005年（平成17年） | 1,216            |
| 2006年（平成18年） | 1,175            |
| 2007年（平成19年） | 1,140            |
| 2008年（平成20年） | 1,104            |
| 2009年（平成21年） | 1,060            |
| 2010年（平成22年） | 1,016            |
| 2011年（平成23年） | 997              |
| 2012年（平成24年） | 967              |
| 2013年（平成25年） | 915              |
| 2014年（平成26年） | 847              |
| 2015年（平成27年） | 803              |
| 2016年（平成28年） | 795              |
| 2017年（平成29年） | 770              |
| 2018年（平成30年） | 740              |
| 2019年（令和元年） | 680              |
| 2020年（令和02年） | 518              |
| 2021年（令和03年） | 512              |
| 2022年（令和04年） | 516              |

## 駅周辺
駅前に商店・タクシー乗り場がある。
- 神戸押部谷郵便局
- 神戸市立押部谷小学校
- 神戸市立押部谷中学校
- 神姫ゾーンバス本社
- 兵庫県立のじぎく特別支援学校

## バス路線
| 停留所名   | 運行事業者                  | 路線名・系統・行先                                                                                            |
| ---------- | --------------------------- | --- |
| 押部谷駅前 | 神姫バス                    | - 快速：三宮・海上アクセスターミナル / 青山5丁目・自由が丘中公園・恵比須駅・三木営業所 - 70系統：押部谷（栄） |
| 押部谷駅前 | - 神姫バス - 神姫ゾーンバス | - 73系統・74系統・76系統：押部谷（栄）/ 西神中央駅                                                            |

## 隣の駅
神戸電鉄
■粟生線
■準急・■普通
栄駅 (KB46) - 押部谷駅 (KB47) - 緑が丘駅 (KB48)